# Ninurta-apla-X
Ninurta-apla-X (ca. 800 – 790 a. C.), fue un rey de Babilonia durante el período de dinastías mezcladas, conocido como Dinastía de E. Su nombre se basa en una lectura de los años 1920, que ya no se apoya en pruebas directas, pues el documento del cual se ha derivado está demasiado dañado como para comprobar los caracteres propuestos.

## Biografía
Su más reciente predecesor conocido fue Baba-aha-iddina, cuyo reinado terminó unos doce años atrás. Durante el interregno, no hubo reyes en varios años y luego hubo una sucesión de cinco reyes, cuyos nombres son desconocidos. Los únicos registros de los acontecimientos durante este período vienen de las crónicas asirias. En ellos se dice que Shamshi-Adad V estaba en su séptima campaña contra Babilonia. Su sucesor, Adad-nirari III, inicialmente hizo campaña en el oeste, pero durante 802 a. C., la crónica registra que la hizo “al mar,” suponiéndose que se refiere al País del Mar del sur de Mesopotamia. Entre 795 y 794 a. C., hizo campaña en Der. La Historia sincrónica termina con este reinado.
El sucesor de Ninurta-apla-X fue otro rey oscuro, Marduk-bel-zeri.